# Otočić Gustac (ö i Kroatien, lat 43,78, long 15,35)
Otočić Gustac är en ö i Kroatien.   Den ligger i länet Šibenik-Knins län, i den södra delen av landet, 230 km söder om huvudstaden Zagreb. Arean är 0,33 kvadratkilometer.
Terrängen på Otočić Gustac är platt. Öns högsta punkt är 32 meter över havet. Den sträcker sig 0,6 kilometer i nord-sydlig riktning, och 0,8 kilometer i öst-västlig riktning.